# Pantofelek
Pantofelek (Paramecium caudatum), pantofelek ogoniasty  – protist zwierzęcy (pierwotniak) należący do typu orzęsków (Ciliata) z podgromady równorzęsych.

## Budowa

Schemat komórki pantofelka: 1 – wodniczka tętniąca, 2 – kanał doprowadzający, 3 – wodniczka pokarmowa, 4 – makronukleus, 5 – mikronukleus, 6 – rzęska, 7 – zagłębienie okołogębowe, 8 – lejek, 9 – cytostom, 10 – cytopyge

Pantofelek ma wydłużone ciało o charakterystycznym kształcie (stąd nazwa), osiąga długość od 50 μm do 350 μm. Z zewnątrz pokryte jest rzędami rzęsek oraz wyposażone w tzw. trichocysty – specyficzne struktury wyrzucane na zewnątrz w przypadku podrażnienia. Rzęski pokrywające ciało służą mu do poruszania się i zdobywania pokarmu. Każda rzęska zakończona jest u podstawy kinetosomem czyli ciałkiem podstawowym. Pantofelek porusza się bardzo szybko, nawet do 2,5 mm/s. Nie ma ściany komórkowej. Jego ciało otacza żywa osłona zwana pellikulą. Ma dwa różne jądra komórkowe – mikronukleus i makronukleus. Pantofelek nie ma w sobie ciałek zieleni z chlorofilem.

Schemat odżywiania się pantofelka

## Odżywianie
Pantofelek pobiera pokarm przez cytostom, położony w zagłębieniu zwanym perystomem, znajdującym się na boku ciała i otoczonym długimi rzęskami służącymi do pobierania pokarmu i pływania w wodzie. Pokarm wchłonięty przez cytostom tworzy przemieszczające się w cytoplazmie wodniczki pokarmowe, zaś po zakończeniu trawienia niestrawione resztki są wydalane na zewnątrz komórki przez cytopyge. Jest drapieżnikiem, odżywia się bakteriami.

## Wydalanie
Pantofelek ma dwie, umieszczone w biegunach komórki, wodniczki tętniące, które kurcząc się wydalają na zewnątrz nadmiar wody (osmoregulacja).

## Rozmnażanie i genetyka
Rozmnaża się bezpłciowo przez poprzeczny podział komórki. W procesie tym makronukleus dzieli się przez amitozę, a mikronukleus przez mitozę. Pantofelki przeprowadzają również proces płciowy (koniugację) w celu rekombinacji materiału genetycznego. Koniugacja nie jest metodą rozmnażania, ponieważ w jej wyniku nie powstają nowe osobniki.
Pantofelek ma około 40 chromosomów.